# Cyathodes fasciculata
Cyathodes fasciculata är en ljungväxtart som först beskrevs av Johann Georg Adam Forster och som fick sitt nu gällande namn av Harry Howard Barton Allan. Cyathodes fasciculata ingår i släktet Cyathodes och familjen ljungväxter. Inga underarter finns listade i Catalogue of Life.